# Умершие в мае 1944 года
Это список известных людей, соответствующих установленным критериям значимости (см. Википедия:Критерии значимости персоналий), умерших в мае 1944 года.
Причина смерти указывается лишь в исключительных случаях (убийство, самоубийство, гибель в результате военных действий, смертная казнь, ДТП или несчастные случаи). В остальных случаях — не указывается.

## 1 мая
- Каценельсон, Ицхок (57) — еврейский переводчик, поэт и драматург. Писал на идише.
- Фёдоров, Иван Андреевич — участник Великой Отечественной войны, Герой Советского Союза.

## 2 мая
- Антошкин, Иван Диомидович (43) — Герой Советского Союза.
- Данильченко, Виктор Иванович (22) — Герой Советского Союза.
- Карасёв, Сергей Тимофеевич (36) — лейтенант Рабоче-крестьянской Красной Армии, участник Великой Отечественной войны, Герой Советского Союза.
- Кнауф, Эрих (49) — немецкий журналист, писатель и поэт-песенник; гильотинирован.
- Лопатин, Борис Васильевич (23) — Герой Советского Союза.

## 3 мая
- Ильин, Илья Иванович (33) — Герой Советского Союза.
- Марич, Милош Милошевич (59) — советский гистолог.

## 4 мая
- Абдрашитов, Шамиль Мунасыпович (22) — Герой Советского Союза.
- Алешкевич, Степан Филимонович (34) — войсковой разведчик разведгруппы в составе 759-го стрелкового полка 163-й стрелковой дивизии 40-й армии 2-го Украинского фронта. Герой Советского Союза.
- Дубинский, Иван Яковлевич (23) — Герой Советского Союза.
- Сарыханов, Нурмурат — туркменский советский писатель.

## 5 мая
- Катков, Фёдор Леонтьевич (27) — Герой Советского Союза.

## 6 мая
- Иринин, Александр Иванович (19) — Герой Советского Союза.
- Мищенко, Иван Васильевич — Герой Советского Союза.

## 7 мая
- Бычок, Олег Сергеевич (22) — старший лейтенант госбезопасности, участник Великой Отечественной войны, Герой Советского Союза.
- Дзигунский, Михаил Яковлевич (22) — участник Великой Отечественной войны, Герой Советского Союза.
- Орлов, Михаил Егорович (32) — участник Великой Отечественной войны, Герой Советского Союза.

## 8 мая
- Зелинский, Фаддей Францевич (85) — польский и российский филолог-классик, историк-антиковед.
- Кузнецов, Поликарп Ефимович — советский военачальник, подполковник.
- Слободчиков, Алексей Терентьевич (21) — Герой Советского Союза.
- Чакрян, Арутюн Хачикович — Герой Советского Союза.

## 9 мая
- Бархатова, Валентина Сергеевна — советский танкист, участница Великой Отечественной войны. В годы войны — механик-водитель, пулемётчик-радист танков Т-34 и «Валентайн» 101-й танковой бригады, старший сержант.
- Бахтин, Александр Егорович — старший лейтенант Рабоче-крестьянской Красной Армии, участник Великой Отечественной войны, Герой Советского Союза.
- Бец, Пауль (48) — немецкий военачальник, генерал-майор вермахта.
- Буряк, Михаил Иванович — красноармеец Рабоче-крестьянской Красной Армии, участник Великой Отечественной войны, Герой Советского Союза.
- Висовин, Константин Гаврилович — Герой Советского Союза.
- Дубинин, Иван Владимирович (29) — Герой Советского Союза.
- Жуков, Василий Фролович — Герой Советского Союза.
- Казас, Илья Ильич — крымский поэт-футурист.
- Ковалёв, Александр Филиппович (17) — юнга-моторист Северного флота, пионер-герой.
- Королюк, Иван Петрович — Герой Советского Союза.
- Молочков, Григорий Аксентьевич — Герой Советского Союза.
- Пикачёв, Константин Степанович — Герой Советского Союза.
- Погодаев, Степан Борисович — Герой Советского Союза.
- Романов, Яков Александрович (18) — Герой Советского Союза.
- Ситников, Пётр Филиппович — Герой Советского Союза.
- Соценко, Александр Никитович (19) — Герой Советского Союза.

## 10 мая
- Артамонов, Степан Васильевич (43) — старшина Рабоче-крестьянской Красной Армии, участник Гражданской и Великой Отечественной войн, Герой Советского Союза.
- Банчик, Ольга (32) — участница французского Сопротивления.
- Загорулько, Дмитрий Сергеевич (28) — старший лейтенант Рабоче-крестьянской Красной Армии, участник Великой Отечественной войны, Герой Советского Союза.
- Подольцев, Иван Григорьевич (34) — участник Великой Отечественной войны, Герой Советского Союза.

## 11 мая
- Боронин, Михаил Петрович (29) — участник Великой Отечественной войны, Герой Советского Союза.
- Зайцев, Николай Иванович (26) — участник Великой Отечественной войны, Герой Советского Союза.
- Захаров, Виктор Николаевич (24) — капитан Рабоче-крестьянской Красной Армии, участник Великой Отечественной войны, Герой Советского Союза.
- Казей, Марат Иванович (14) — пионер-герой, юный партизан-разведчик, Герой Советского Союза (посмертно).

## 13 мая
- Романов, Павел Минаевич (38) — Герой Советского Союза.
- Швыгин, Илья Иванович (55) — советский военачальник, генерал-майор.

## 14 мая
- Балабаев, Александр Васильевич — Герой Советского Союза.
- Камзин, Канаш (24) — Герой Советского Союза.
- Пинчук, Григорий Сергеевич (32) — Герой Советского Союза.
- Синенков, Дмитрий Маркович (27) — Герой Советского Союза.

## 15 мая
- Сергий (77) — епископ Православной Российской Церкви; с 8 сентября 1943 Патриарх Московский и всея Руси, первый предстоятель современной Русской Православной Церкви; кровоизлияние в мозг.

## 17 мая
- Косенко, Юрий Хрисанфович — участник Великой Отечественной войны, лётчик первой эскадрильи 73-го полка пикирующих бомбардировщиков (8-я минно-торпедная авиационная дивизия, ВВС Балтийского флота), лейтенант. Герой Советского Союза.
- Фролов, Иван Васильевич (25) — участник Великой Отечественной войны, Герой Советского Союза.
- Эбуэ, Феликс (59) — первый французский чернокожий высокопоставленный колониальный администратор, герой Сопротивления; сердечный приступ.

## 18 мая
- Мягчилов, Анатолий Григорьевич (20) — участник Великой Отечественной войны. Герой Советского Союза.

## 19 мая
- Тлеумагамбетов, Амирхан (36) — боец Туркестанского легиона, обер-лейтенант Вермахта, командир отряда «Алаш».
- Чухин, Николай Дмитриевич — участник Великой Отечественной войны. Советский военный деятель, полковник Красной армии.

## 20 мая
- Горбунов, Николай Иванович (26) — Герой Советского Союза.
- Перегудов, Александр Яковлевич (21) — Герой Советского Союза.
- Улитин, Иван Семёнович (20) — лётчик, Герой Советского Союза.

## 21 мая
- Авалишвили, Зураб Давидович (68) — грузинский историк.
- Корнеев, Григорий Иванович — Герой Советского Союза.
- Сербин, Владимир Михайлович (47) — генерал-майор Рабоче-крестьянской Красной Армии.
- Шикунов, Иван Тимофеевич (28) — Герой Советского Союза.

## 23 мая
- Собко, Максим Ильич — Герой Советского Союза.

## 24 мая
- Дегтярёв, Владимир Арсентьевич (40) — Герой Советского Союза.

## 25 мая
- Лордкипанидзе, Нико (63) — грузинский советский писатель. Председатель Союза работников искусств Грузии.
- Судмалис, Имант Янович (28) — латвийский партизан, Герой Советского Союза.

## 26 мая
- Прилежаев, Николай Александрович (66) — химик-органик.

## 28 мая
- Байсалбаев, Садык (28) — участник Великой Отечественной войны, в составе 8-й гвардейской дивизии имени И. В. Панфилова, 3-я ударная армия, Калининский фронт,1944 — 26 армия Карельский фронт, рядовой.
- Васин, Сергей Андрианович (39) — советский государственный и партийный деятель, 1-й секретарь Камчатского областного комитета ВКП(б)  (1942-1944), погиб в авиационной катастрофе.
- Ильин, Александр Михайлович (46) — советский военный деятель, генерал-майор.
- Уткин, Илья Никифорович — Герой Советского Союза.
- Шопин, Борис Васильевич (20) — участник Великой Отечественной войны, командир отделения автоматчиков 1127-го стрелкового полка 337-й Лубненской стрелковой дивизии 27-й армии 2-го Украинского фронта, рядовой. Герой Советского Союза (1944).

## 30 мая
- Ахтямов, Хасан Багдеевич (18) — участник Великой Отечественной войны, Герой Советского Союза.
- Газизуллин, Ибрагим Галимович (24) — участник Великой Отечественной войны, Герой Советского Союза.
- Леонов, Иван Дмитриевич (28) — участник Великой Отечественной войны, Герой Советского Союза.
- Назаров, Илья Семёнович (25) — участник Великой Отечественной войны, Герой Советского Союза.
- Сыркин, Иван Спиридонович — участник Великой Отечественной войны, Герой Советского Союза.
- Тумар, Виктор Андреевич (25) — участник Великой Отечественной войны, Герой Советского Союза.
- Щапов, Борис Дмитриевич (23) — участник Великой Отечественной войны, Герой Советского Союза.

## 31 мая
- Лядов, Григорий Григорьевич (22) — капитан Рабоче-крестьянской Красной Армии, участник Великой Отечественной войны, Герой Советского Союза.
- Суханов, Николай Иванович — участник Великой Отечественной войны, Герой Советского Союза.
- Челио, Марио — итальянский солдат, танкист.